# エラン級通報艦
| エラン級通報艦      | エラン級通報艦                                                                         |
| ------------------- | -------------------------------------------------------------------------------------- |
| 「LA CAPRICIEUSE 」 |                                                                                        |
| 艦級概観            |                                                                                        |
| 艦種                | 通報艦                                                                                 |
| 艦名                |                                                                                        |
| 前級                | アラ級                                                                                 |
| 次級                | シャモア級                                                                             |
| 性能諸元（計画値）  |                                                                                        |
| 排水量              | 基準：630トン 満載：890トン                                                            |
| 全長                | 78.3m                                                                                  |
| 水線長              | 73.8m                                                                                  |
| 全幅                | 8.7m                                                                                   |
| 吃水                | 3.28m                                                                                  |
| 機関                | スルザー式ディーゼル機関2基2軸推進                                                     |
| 最大出力            | 4,600hp                                                                                |
| 最大速力            | 20.0ノット                                                                             |
| 航続距離            | 15ノット/5,200海里 9ノット/10,000海里                                                  |
| 燃料                | 重油：100トン                                                                          |
| 乗員                | 106名                                                                                  |
| 兵装                | Model 1933年型 10cm（45口径）単装速射砲1基 Model 1929年型 13.2 mm（76口径）単装機銃1丁 |

エラン級通報艦（フランス語: Aviso Classe Élan）は、フランス海軍が第二次世界大戦前に建造した通報艦で同海軍では二等通報艦に類別していた。本級はフランスが世界中に持っていた植民地（フランス植民地帝国）や保護国を警備するために建造された艦級である。

## 概要
通報艦とは二通りあり、一つは艦隊に付随して敵艦隊の情報を艦隊に通信する艦隊通報艦が主流であったが、その役割は艦隊の前衛たる駆逐艦が担う事となり、もう一つは本国から海外領土や植民地への海路を警備し、現地での権益と治安を保護するための活動を行う植民地通報艦があり、イギリス海軍ではスループがその役割を担っていたがフランス海軍では独自に通報艦（Aviso）として整備し続けていた。
本級は掃海能力を持つ二等通報艦として1935年度計画で1隻、1936年度計画で4隻、1937年度計画で8隻の計13隻が建造・就役した。

## 艦形について

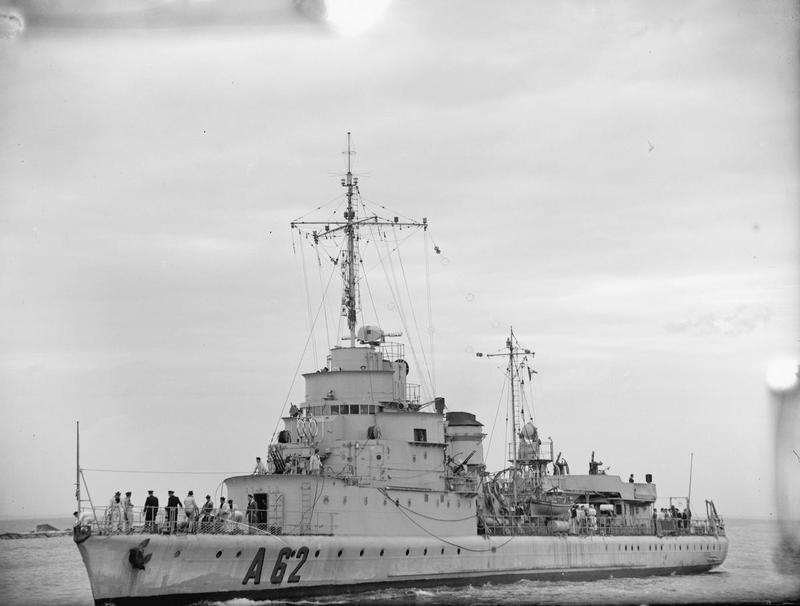

本級の船体は平甲板型船体で外洋での凌波性の良好なクリッパー・バウ式艦首を持っていた。乾舷の低い艦首甲板上に丸みを帯びた上部構造物設けられており、前部に単装機銃を配置した。その後ろに両脇に船橋をもつ塔型の艦橋を基部として簡素な単脚式の前部マストが立ち、艦橋基部で上部構造物が終了。
船体中央部に1本煙突が立つが、煙突の周りは艦載艇置き場となっており、上部構造物後部の舷側の2本1組のボート・ダビッドが片舷1基ずつ計2基により運用された。
煙突の後方の後部見張り台を基部として単脚式の後部マストが立ち、船体後部の居住区の上に主武装が配置された。設計時は1925年型 10ｃｍ（45口径）連装砲を1基の設定であったが、艦によって1892年型 10cm単装速射砲1基もしくは9cm連装高角砲1基など異なる武装が搭載された。後に自由フランス軍時代にはイギリス海軍の10.2cm（45口径）連装高角砲が搭載された艦もあった。艦尾甲板上には掃海具が設置された。

## 同型艦
- エラン（Élan）

ロリアン造船所にて1936年8月起工、1938年7月27日進水、1939年就役後の1941年6月にトルコにて1944年12月まで武装解除。1958年3月に売却処分。
- ラ・バトアリューズ（La Batalleuse）

プロヴァンス造船所にて1937年12月に起工、1939年8月22日に進水、1940年3月に竣工。ドイツ軍に鹵獲され、イタリア海軍にて「FR51」となる。
- ラ・ブードゥズ（La Boudeuse）

ダンケルク造船所にて1938年3月起工、1939年9月進水、1940年就役後の1942年11月に自由フランス軍に所属。1958年4月に売却処分。
- ラ・カプリシューズ（La Capricieuse）

ナント造船所にて1938年1月起工、1939年4月19日進水、1940年2月就役後の1940年7月3日にイギリス海軍に鹵獲。1945年にフランスに返却。1964年に売却処分。
- コマンダン・ボリ（Commandant Bory）

ダンケルク造船所にて1936年11月起工、1939年1月26日進水、1939年9月就役後の1942年11月に自由フランス軍に所属。1953年2月に売却処分。
- コマンダン・ドラージュ（Commandant Delage）

ダンケルク造船所にて1936年11月起工、1939年2月25日進水、1939年12月就役後の1942年11月に自由フランス軍に所属。1960年10月に売却処分。
- コマンダン・ドミネー（Commandant Dominié）

ナント造船所にて1938年2月起工、1939年5月2日進水、1940年4月就役後の1940年7月3日にイギリス海軍に鹵獲後、自由フランス軍に所属。1960年10月に売却処分。
- コマンダン・デュボック（Commandant Duboc）

ナント造船所にて1936年12月起工、1939年1月16日進水、1939年8月就役後の1940年7月3日にイギリス海軍に鹵獲。同年7月に自由フランス軍に所属。1963年7月に売却処分。
- コマンダン・リヴィエール（Commandant Rivière）

プロヴァンス造船所にて1936年11月起工、1939年2月16日進水、1939年9月就役後の1942年12月8日に自沈後、ドイツ軍に鹵獲され、イタリア海軍にて「FR52」となる。
- ラ・キュリューズ（La Curieuse）

ロリアン造船所にて1938年8月起工、1939年11月11日進水、1942年11月27日に自沈後、ドイツ軍に鹵獲され、イタリア海軍にて「FR55」となる。
- ラ・グラシューズ（La Gracieuse）

プロヴァンス造船所にて1938年2月起工、1939年11月30日進水、1940年就役後の1942年11月に自由フランス軍に所属。1958年9月に売却処分。
- ランペテューズ（L`Impétueuse）

ダンケルク造船所にて1938年4月起工、1939年8月17日進水、1940年5月就役後の1942年11月27日に自沈後、ドイツ軍に鹵獲され、イタリア海軍にて「FR54」となる。
- ラ・モキューズ（La Moquese）

ロリアン造船所にて1938年9月起工、1940年1月25日進水、同年4月に就役。1940年7月3日にイギリス海軍に鹵獲後、自由フランス軍に所属。1965年10月に売却処分。

## 参考図書
- 「世界の艦船増刊第17集　第2次大戦のフランス軍艦」（海人社）
- 「世界の艦船増刊第20集　第2次大戦のイタリア軍艦」（海人社）
- 「Conway All The World's Fightingships 1922-1946」（Conway）